# Punta Caimán
Punta Caimán es el nombre que recibe un largo y estrecho promontorio arenoso que se ubica en el occidente de Venezuela, al sur de la Península de Paraguaná y separando el Golfete de Coro del resto del Mar Caribe, en el océano Atlántico. Administrativamente hace parte del Municipio Miranda en el noroeste del Estado Falcón. Al norte se encuentran los importantes sectores petroleros de Punta Cardón y El Cardón entre los cuales se encuentra la Refinería de Cardón.